# Bloomfield (Missouri)
Bloomfield és una població dels Estats Units a l'estat de Missouri. Segons el cens del 2000 tenia 1.952 habitants.

## Demografia
Segons el cens del 2000, Bloomfield tenia 1.952 habitants, 791 habitatges, i 533 famílies. La densitat de població era de 538,3 habitants per km².
Dels 791 habitatges en un 30,6% hi vivien nens de menys de 18 anys, en un 52% hi vivien parelles casades, en un 12,8% dones solteres, i en un 32,5% no eren unitats familiars. En el 29,6% dels habitatges hi vivien persones soles el 15,3% de les quals corresponia a persones de 65 anys o més que vivien soles. El nombre mitjà de persones vivint en cada habitatge era de 2,34 i el nombre mitjà de persones que vivien en cada família era de 2,84.
Per edats la població es repartia de la següent manera: un 24% tenia menys de 18 anys, un 7,6% entre 18 i 24, un 27,7% entre 25 i 44, un 21,7% de 45 a 60 i un 19% 65 anys o més.
L'edat mediana era de 38 anys. Per cada 100 dones de 18 o més anys hi havia 83,3 homes.
La renda mediana per habitatge era de 25.426 $ i la renda mediana per família de 31.944 $. Els homes tenien una renda mediana de 26.011 $ mentre que les dones 15.455 $. La renda per capita de la població era de 13.546 $. Entorn del 14,2% de les famílies i el 20,4% de la població estaven per davall del llindar de pobresa.

## Poblacions més properes
El següent diagrama mostra les poblacions més properes.